# Shinozaki (metropolitana di Tokyo)
Shinozaki (篠崎駅?, Shinozaki-eki) è una stazione della metropolitana di Tokyo che si trova a Edogawa. La stazione è servita dalla linea Shinjuku della Toei.

## Struttura
La stazione è dotata di una banchina centrale a isola con due binari sotterranei.
| 1 | Linea Shinjuku | per Bakuro-yokoyama, Shinjuku, Sasazuka,e Hashimoto |
| 2 | Linea Shinjuku | per Motoyawata                                      |

## Stazioni adiacenti
| «                    | Servizio       | »              |
| Linea Shinjuku       | Linea Shinjuku | Linea Shinjuku |
| -------------------- | -------------- | -------------- |
| Mizue                | Locale         | Motoyawata     |
| L'espresso non ferma |                |                |